# Snowchild
«Snowchild» es una canción del cantante canadiense The Weeknd de su cuarto álbum de estudio After Hours. Fue lanzado el 20 de marzo de 2020, junto con el resto de su álbum principal. Un video musical de la canción fue lanzado el 22 de julio de 2020. The Weeknd coescribió la canción con Belly y sus productores, Illangelo y DaHeala.

## Video musical
El video musical oficial de «Snowchild» fue anunciado por primera vez por Weeknd, a través de sus diversas plataformas de redes sociales, poco antes de su lanzamiento el 22 de julio de 2020. El video musical animado fue dirigido por el estudio D'Art Shtajio y está ambientado después de los eventos del video musical «Until I Bleed Out». Los periodistas lo describieron como «A Dark Trip Down Memory Lane», ya que muestra las diferentes miradas de Tesfaye y la atmósfera general de su música a lo largo de las seis etapas principales de su carrera.
La imagen comienza con Tesfaye vestido de rojo que se despierta en el desierto, en el que se encuentra, durante el vídeo musical «Until I Bleed Out» antes mencionado. Luego se lo muestra caminando en un Toronto nevado y luego en un Japón lleno de neón, donde luego lo arrastran a Hollywood, donde se enfrenta al misterioso hombre de los videos musicales de Beauty Behind the Madness. Después de esto, Tesfaye llega y entra en la mansión del video musical de «Starboy», donde luego se pelea con dos mujeres que se convierten en panteras negras. Poco después de la pelea, es teletransportado a un sector industrial donde se convierte en su personaje sobrenatural del video musical «Call Out My Name». Después de quemar dinero en un barril de fuego, luego se transforma en una colonia de murciélagos y luego termina en el desierto, como el personaje que retrata en los videos musicales de After Hours. Luego camina hacia una ciudad lejana que parece ser Toronto.[cita requerida] pero tan pronto como se acerca, termina siendo Las Vegas. Con una mirada sombría en su rostro, luego va a la ciudad y se ve a sí mismo comenzando los eventos del visual "Heartless", con el video terminando y Tesfaye atrapado en un estado de purgatorio.
Todo el video musical se hizo en el estilo de animación japonés del anime. Es el segundo video musical animado lanzado en apoyo de After Hours, seguido del visual del remix de «In Your Eyes».

## Desempeño comercial
Tras el lanzamiento de su álbum principal, «Snowchild» debutó en el número 32 en el Billboard Hot 100 de Estados Unidos, con fecha del 4 de abril de 2020. Fue la novena pista más alta en el chart de After Hours.

## Personal
Créditos adaptados de Tidal.
- The Weeknd - voz, composición, producción
- Illangelo - composición, producción
- DaHeala - composición, producción
- Belly - composición de canciones

## Posicionamiento en las listas
| Listas (2020)                             | Mejor posición |
| ----------------------------------------- | -------------- |
| Canadá (Canadian Hot 100)                 | 32             |
| República Checa (Singles Digitál Top 100) | 80             |
| Francia (SNEP)                            | 80             |
| Grecia (IFPI Greece)                      | 52             |
| Italia (FIMI)                             | 91             |
| Lituania (AGATA)                          | 41             |
| Portugal (AFP)                            | 50             |
| Eslovaquia (Singles Digitál Top 100)      | 34             |
| Suecia (Sverigetopplistan)                | 72             |
| Estados Unidos (Billboard Hot 100)        | 32             |
| Estados Unidos (Hot R&B/Hip-Hop Songs)    | 16             |
| Estados Unidos (Rolling Stone Top 100)    | 11             |

## Historial de lanzamiento
| Región | Fecha               | Formato                     | Sello       | Ref.   |
| ------ | ------------------- | --------------------------- | ----------- | ------ |
| Varios | 20 de marzo de 2020 | Descarga digital, streaming | XO Republic | [ 26 ] |